# Przewłoka (województwo podlaskie)
Przewłoka  (też: Przawiołka) – nadgraniczna osada leśna w Polsce położona w województwie podlaskim, w powiecie hajnowskim, w gminie Białowieża. 
Osada leży na obszarze Puszczy Białowieskiej. Obecnie jest wyludniona. Znajduj się tam ruiny dawnego hotelu dla myśliwych.
W latach 1975–1998 miejscowość administracyjnie należała do województwa białostockiego.
Wierni kościoła rzymskokatolickiego należą do parafii Świętych Cyryla i Metodego w Hajnówce.

## Wskazówka
W potocznym użyciu także alternatywna nazwa miejscowości Przawiołka.